# 시사단
시사단(試士壇)은 경상북도 안동시 도산면 의촌리에 있는, 조선시대 영남지방의 과거시험 장소를 기념하기 위하여 세운 건물이다. 1973년 8월 31일 경상북도의 유형문화재 제33호로 지정되었다.

## 개요
조선시대 영남지방의 과거시험 장소를 기념하기 위하여 세운 건물이다.
정조(재위 1776∼1800)는 이황의 학덕과 유업을 기념하기 위하여, 이조판서 이만수에게 도산별과를 새로 만들어 지방의 인재를 선발하게 하였다. 이러한 과거시험을 기념하기 위해 정조 20년(1796)에 영의정 채제공의 글로 비문을 새기고 시사단을 세웠다. 그 뒤 순조 24년(1824)에 고쳐 세우고, 1974년 안동댐 건설로 현 위치에서 지상 10m의 축대를 쌓아 그 위로 비각과 비를 옮겨지었다.
비각은 앞면 1칸·옆면 1칸 규모이고, 지붕은 옆면이 여덟 팔(八)자 모양인 팔작지붕 건물이다. 기둥 사이 벽 가운데를 가로질러 댄 나무인 중방 아래에는 비바람을 막기 위해 판벽을 둘렀고, 추녀 4곳에 얇은 기둥을 받쳐 건물에 안정감을 주고 있다.

## 참고 문헌
- 시사단 - 국가유산청 국가유산포털